# Корсика (Південна Дакота)
Корсика (англ. Corsica) — місто (англ. city) в США, в окрузі Дуглас штату Південна Дакота. Населення — 561 особа (2020).

## Географія
Корсика розташована за координатами 43°25′20″ пн. ш. 98°24′27″ зх. д. / 43.42222° пн. ш. 98.40750° зх. д. (43.422183, -98.407450).  За даними Бюро перепису населення США в 2010 році місто мало площу 2,18 км², з яких 2,17 км² — суходіл та 0,01 км² — водойми.

## Демографія
Згідно з переписом 2010 року, у місті мешкали 592 особи в 245 домогосподарствах у складі 153 родин. Густота населення становила 272 особи/км².  Було 286 помешкань (131/км²).
Расовий склад населення:
| - 97,6 % — білих - 0,7 % — корінних американців - 0,2 % — чорних або афроамериканців - 0,2 % — азіатів |

До двох чи більше рас належало 1,4 %. Частка іспаномовних становила 1,0 % від усіх жителів.
За віковим діапазоном населення розподілялося таким чином: 19,3 % — особи молодші 18 років, 46,9 % — особи у віці 18—64 років, 33,8 % — особи у віці 65 років та старші. Медіана віку мешканця становила 53,0 року. На 100 осіб жіночої статі у місті припадало 89,7 чоловіків;  на 100 жінок у віці від 18 років та старших — 86,7 чоловіків також старших 18 років.
Середній дохід на одне домашнє господарство  становив 69 023 долари США (медіана — 56 625), а середній дохід на одну сім'ю — 79 737 доларів (медіана — 59 917). За межею бідності перебувало 7,7 % осіб, у тому числі 15,6 % дітей у віці до 18 років та 12,1 % осіб у віці 65 років та старших.
Цивільне працевлаштоване населення становило 325 осіб. Основні галузі зайнятості: освіта, охорона здоров'я та соціальна допомога — 31,4 %, виробництво — 11,4 %, сільське господарство, лісництво, риболовля — 11,4 %.